# Oksjärvi (sjö i Päijänne-Tavastland)
Oksjärvi är en sjö i Finland. Den ligger i kommunen Nastola i landskapet Päijänne-Tavastland, i den södra delen av landet, 110 km nordost om huvudstaden Helsingfors. Oksjärvi ligger 88,5 meter över havet. Den är 14,06 meter djup. Arean är 2,5 kvadratkilometer och strandlinjen är 11,31 kilometer lång. Sjön  ingår i Kymmene älvs huvudavrinningsområde.   I omgivningarna runt Oksjärvi växer i huvudsak blandskog. Den sträcker sig 2,1 kilometer i nord-sydlig riktning, och 2,3 kilometer i öst-västlig riktning.